# شهرت برهنه
شهرت برهنه (انگلیسی: Naked Fame) یک فیلم مستند به کارگردانی کریستوفر لانگ است که در سال ۲۰۰۵ منتشر شد. این فیلم حوادث زندگی کالتن فرد در گذار از یک بازیگر فیلم‌های پورنو به خواننده دنبال می‌کند.